# Прешево (станція)
Прешево (серб. Железничка станица Прешево) — прикордонна залізнична станція у Сербії. Є останньою станцією на залізничній лінії Ніш-Прешево. Розташована у селищі Прешево в муніципалітеті Прешево. Залізниця продовжується в напрямку македонської станції Табановці. Залізнична станція Прешево складається з 4 колій. На станції здійснюється прикордонний контроль.

## Зовнішні посилання
- Розклад